# Лахмино
Лахмино — деревня в Вологодском районе Вологодской области.
Входит в состав Кубенского сельского поселения, с точки зрения административно-территориального деления — в Кубенский сельсовет.
Расстояние по автодороге до районного центра Вологды — 36 км, до центра муниципального образования Кубенского — 6 км. Ближайшие населённые пункты — Крюково, Кулешево, Манино, Хвастово, Матвеевское, Деревково, Обросово, Евлашево.
По переписи 2002 года население — 49 человек (26 мужчин, 23 женщины). Всё население — русские.